# La Pèrdua del Nen Jesús al Temple

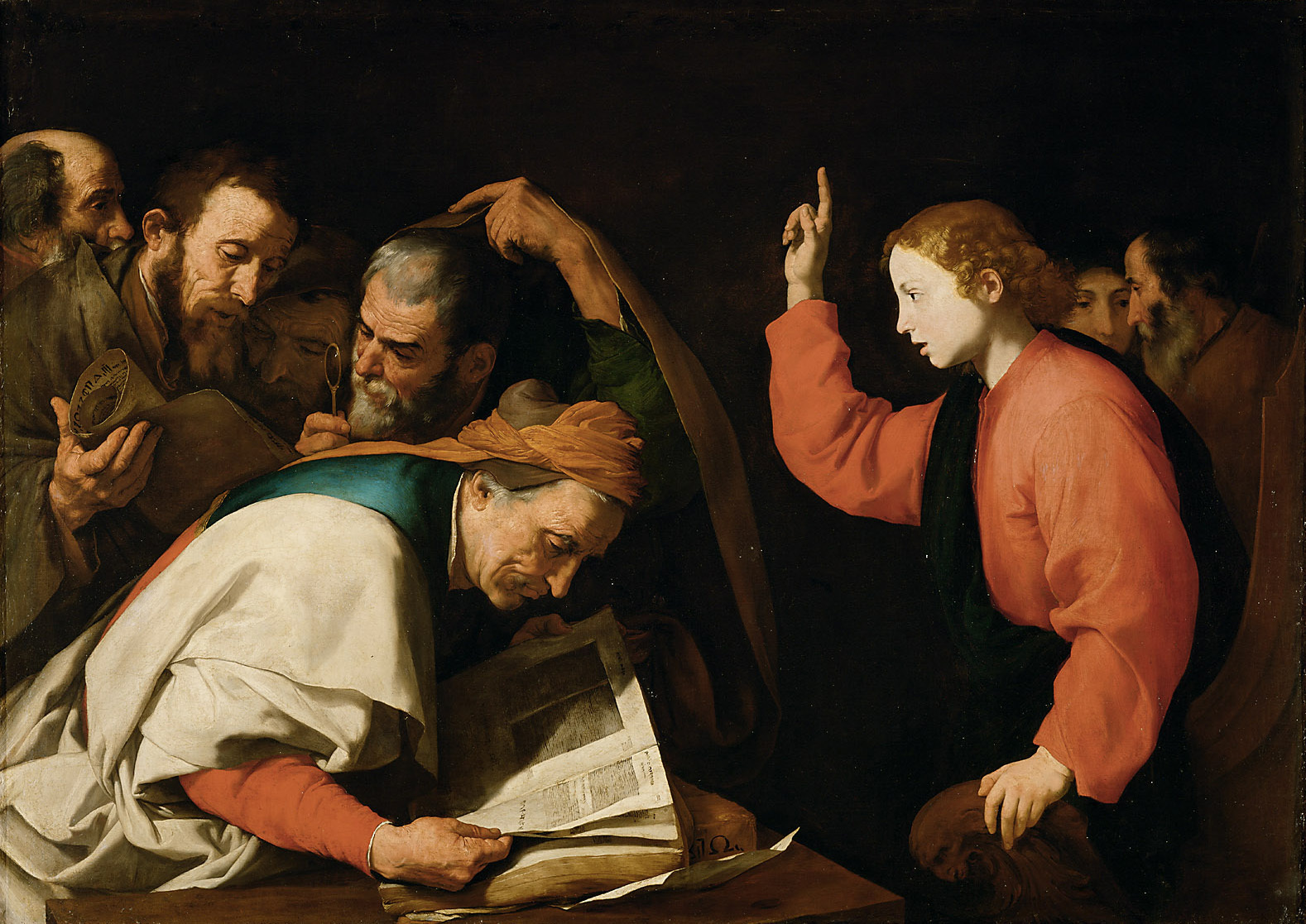
La pèrdua segons el pintor xativenc Josep de Ribera

La Pèrdua del Nen Jesús al Temple o Jesús amb els doctors correspon al relat que es troba a l'evangeli de Lluc［Lluc 2:43-45］ un dels pocs episodis de la infantesa de Crist. L'escena explica com Jesús es va quedar al temple sense que els seus pares ho advertissin enmig d'una gentada i com van començar a buscar-lo desesperats. Se'l van trobar parlant als savis sobre Déu, que va anomenar explícitament el seu pare per primer cop.
En la tradició catòlica és el tercer dels anomenats Set Dolors de Maria, és a dir, un dels els patiments de Maria com a mare de Jesús. El motiu s'ha representat sovint en l'art, on un nen amb corona apareix al centre de diversos homes que escolten atentament mentre Josep i Maria apareixen, si s'escau, al darrere o al costat.